# Welpertsiefen
Welpertsiefen ist ein Wohnplatz in der Gemeinde Kürten im Rheinisch-Bergischen Kreis.

## Beschreibung und Lage
Welpertsiefen liegt abseits überörtlicher Straßen im Südwesten der Gemeinde Kürten auf einem Höhenzug an einer Sackgasse hinter dem Ortsteil Hähn. In der Nähe entspringt in zwei Quellen der namensgebende Bach Welpertssiefen, der in die Sülz mündet.
Der Name stammt wahrscheinlich nach Interpretation des örtlichen Geschichtsvereins von „wellen“ oder „wallen“ und verweist auf die beiden Bäche, zwischen denen der Ort liegt.

## Geschichte
Auf der Preußischen Neuaufnahme von 1892 ist der Ort als Welpertssiefen verzeichnet. Auf Messtischblättern ist er regelmäßig als Welpertsiefen verzeichnet.
Im Gemeindelexikon für die Provinz Rheinland von 1888 werden drei Wohnhäuser mit 13 Einwohnern angegeben.
1927 wurden die Bürgermeisterei Kürten in das Amt Kürten überführt. In der Weimarer Republik wurden 1929 die Ämter Kürten mit den Gemeinden Kürten und Bechen und Olpe mit den Gemeinden Olpe und Wipperfeld zum Amt Kürten zusammengelegt. Der Kreis Wipperfürth ging am 1. Oktober 1932 in den Rheinisch-Bergischen Kreis mit Sitz in Bergisch Gladbach auf.
1975 entstand aufgrund des Köln-Gesetzes die heutige Gemeinde Kürten, zu der neben den Ämtern Kürten, Bechen und Olpe ein Teilgebiet der Stadt Bensberg mit Dürscheid und den umliegenden Gebieten kam.